# Crocidophora pustuliferalis
Crocidophora pustuliferalis is een vlinder van de familie van de grasmotten (Crambidae). De wetenschappelijke naam van deze soort is voor het eerst voorgesteld door Julius Lederer in een publicatie uit 1863.
De soort komt voor in de Verenigde Staten..